# Park Ji-sung
Dans ce nom coréen, le nom de famille, Park, précède le nom personnel.
Park Ji-sung, né le 25 février 1981 à Séoul (Corée du Sud), est un footballeur international sud-coréen. Légende du football asiatique, Park Ji-Sung restera à jamais le tout premier Sud-Coréen à porter les couleurs de Manchester United.

## Biographie

### Kyoto Purple Sanga
Park est formé au club japonais de Kyoto Purple Sanga qu’il rejoint en 2000.

### PSV Eindhoven
Il signe en décembre 2002 au PSV Eindhoven pour un transfert évalué à 5 millions d’euros, rejoignant son ancien entraîneur national, Guus Hiddink. Il est titularisé huit fois pour sa première saison. Lors de la deuxième saison, il marque sept buts en vingt-huit matches et remporte le doublé coupe-championnat. Lors de cette saison, il montre toutes ses qualités en Ligue des champions notamment face à l'Olympique lyonnais et le Milan AC, contre qui il ouvre le score en demi-finale de la Ligue des champions (3-1 à domicile) mais le 2-0 du match aller qualifie Milan pour la finale.

### Manchester United
Fin juin 2005, il signe à Manchester United pour quatre ans, la transaction s'élevant à 7,3 M€. Milieu de terrain, Park Ji-Sung est appelé à seconder ou à remplacer Roy Keane mais il a du mal à gagner sa place. Cependant, son contrat est prolongé jusqu'en 2009.
La saison suivante, il se blesse en début d'exercice et retrouve les terrains à la mi-saison. Il gagne peu à peu du temps de jeu et inscrit cinq buts dont un doublé contre Bolton. Le 13 décembre 2008, il joue son centième match avec les Red Devils à 27 ans et 291 jours.
Park Ji-sung revient en forme en Premier League où il joue un rôle essentiel dans le 4-3-3 de Sir Alex Ferguson. Vif et percutant, il adresse de bons centres aux attaquants et se montre volontaire défensivement. Cependant, le joueur sud-coréen reçoit de nombreuses critiques à la suite de sa contre-performance contre le FC Barcelone en finale de la Ligue des champions.
Le début de la saison 2010-2011 est difficile pour Park qui ne joue pas souvent. Il dit alors à la presse qu'il compte tout donner pour retrouver son meilleur niveau, ce qu'il réussit brillamment en enchaînant les bons matches et en marquant notamment un doublé contre Wolverhampton (2-1) et un but décisif contre Arsenal (1-0).

### Queens Park Rangers et Retour au PSV Eindhoven
Le 9 juillet 2012, Park signe un contrat de deux ans en faveur des Queens Park Rangers. Le 18 août suivant, il est nommé capitaine des Rangers par l'entraîneur Mark Hughes et dispute son premier match avec son nouveau club à l'occasion du match comptant pour la 1re journée de Premier League face à Swansea City (défaite 0-5).
Après s'être révélé au PSV Eindhoven de 2002 à 2005, avoir explosé à Manchester United de 2005 à 2012, et s'être écroulé l'année dernière aux Queens Park Rangers, le Sud-Coréen est prêté un an sans option d'achat au PSV Eindhoven, le 8 août 2013.
Le 14 mai 2014, il met un terme à sa carrière de joueur.

### En sélection
Il honore sa première sélection avec l'équipe nationale de Corée du Sud lors d'un match face au Laos le 5 avril 2000.
Il participe à la Coupe du monde 2002 qui voit la Corée du Sud réaliser le plus beau parcours de son histoire en éliminant notamment en 8eme de finale l’Italie et l'Espagne en 1/4 de finale. Ce parcours s'arrête finalement en demi-finale après une défaite contre l’Allemagne.
Lors du Mondial 2006, il marque le but égalisateur contre la France et est élu meilleur joueur du match.
En janvier 2011, il décide de mettre un terme à sa carrière internationale.

## Statistiques
| Saison    | Club                | Pays           | Championnat        | Coupes nationales | Coupes continentales | Sélection Corée du Sud |
| --------- | ------------------- | -------------- | ------------------ | ----------------- | -------------------- | ---------------------- |
| 2000      | Kyoto Sanga         | J. League      | 13 matchs / 1 but  | -                 | -                    | 15 matchs / 1 but      |
| 2001      | Kyoto Sanga         | J. League      | 38 matchs / 3 buts | -                 | -                    | 10 matchs              |
| 2002      | Kyoto Sanga         | J. League      | 25 matchs / 7 buts | -                 | -                    | 15 matchs / 3 buts     |
| 2002-2003 | PSV Eindhoven       | Eredivisie     | 8 matchs           | -                 | -                    | -                      |
| 2003-2004 | PSV Eindhoven       | Eredivisie     | 28 matchs / 6 buts | 2 matchs          | 10 matchs            | 8 matchs               |
| 2004-2005 | PSV Eindhoven       | Eredivisie     | 28 matchs / 7 buts | 3 matchs / 2 buts | 13 matchs / 2 buts   | 6 matchs / 1 but       |
| 2005-2006 | Manchester United   | Premier League | 33 matchs / 1 but  | 5 matchs / 1 but  | 6 matchs             | 8 matchs / 1 but       |
| 2006-2007 | Manchester United   | Premier League | 14 matchs / 5 buts | 5 matchs          | 1 match              | 5 matchs               |
| 2007-2008 | Manchester United   | Premier League | 12 matchs / 1 but  | 2 matchs          | 4 matchs             | 4 matchs / 2 buts      |
| 2008-2009 | Manchester United   | Premier League | 25 matchs / 2 buts | 4 matchs / 1 but  | 11 matchs / 1 but    | 10 matchs / 3 buts     |
| 2009-2010 | Manchester United   | Premier League | 17 matchs / 3 buts | 3 matchs          | 6 matchs / 1 but     | 12 matchs / 2 buts     |
| 2010-2011 | Manchester United   | Premier League | 15 matchs / 5 buts | 4 matchs / 2 buts | 9 matchs / 1 but     | 8 matchs               |
| 2011-2012 | Manchester United   | Premier League | 17 matchs / 2 buts | 4 matchs / 1 but  | 7 matchs             | -                      |
| 2012-2013 | Queens Park Rangers | Premier League | 20 matchs          | 5 matchs          | -                    | -                      |
| 2013-2014 | PSV Eindhoven       | Eredivisie     | 23 matchs / 2 buts |                   | 4 matchs             |                        |

## Palmarès

### En club
- Manchester United
  - Champion d'Angleterre en 2007, 2008, 2009 et 2011
  - Vice-champion d'Angleterre en 2006, 2010 et 2012
  - Vainqueur de la League Cup en 2006, 2009 et 2010
  - Vainqueur de la Coupe du monde des clubs en 2008
  - Vainqueur du Community Shield en 2010 et 2011
  - Vainqueur de la Ligue des champions en 2008
  - Finaliste de la Ligue des champions en 2009 et 2011
  - Finaliste de la Supercoupe de l’UEFA en 2008
  - Finaliste de la Coupe d’Angleterre en 2007
  - Finaliste du Community Shield en 2009
- PSV Eindhoven
  - Champion des Pays-Bas en 2003 et 2005
  - Vainqueur de la Coupe des Pays-Bas en 2005.
- Kyoto Sanga
  - Champion du Japon de D2 en 2001
  - Vainqueur de la Coupe du Japon en 2002.

### En sélection
- Quatrième de la Coupe du monde en 2002
- Quatrième de la Gold Cup en 2002
- Troisième de la Coupe d'Asie des nations en 2000 et 2011

## Distinctions personnelles
- Élu meilleur joueur sud-coréen de l'année en 2010
- Premier joueur asiatique à avoir marqué dans trois éditions différentes en Coupe du monde[8]
- Premier joueur asiatique à remporter la Ligue des champions[9]